# گایسمار

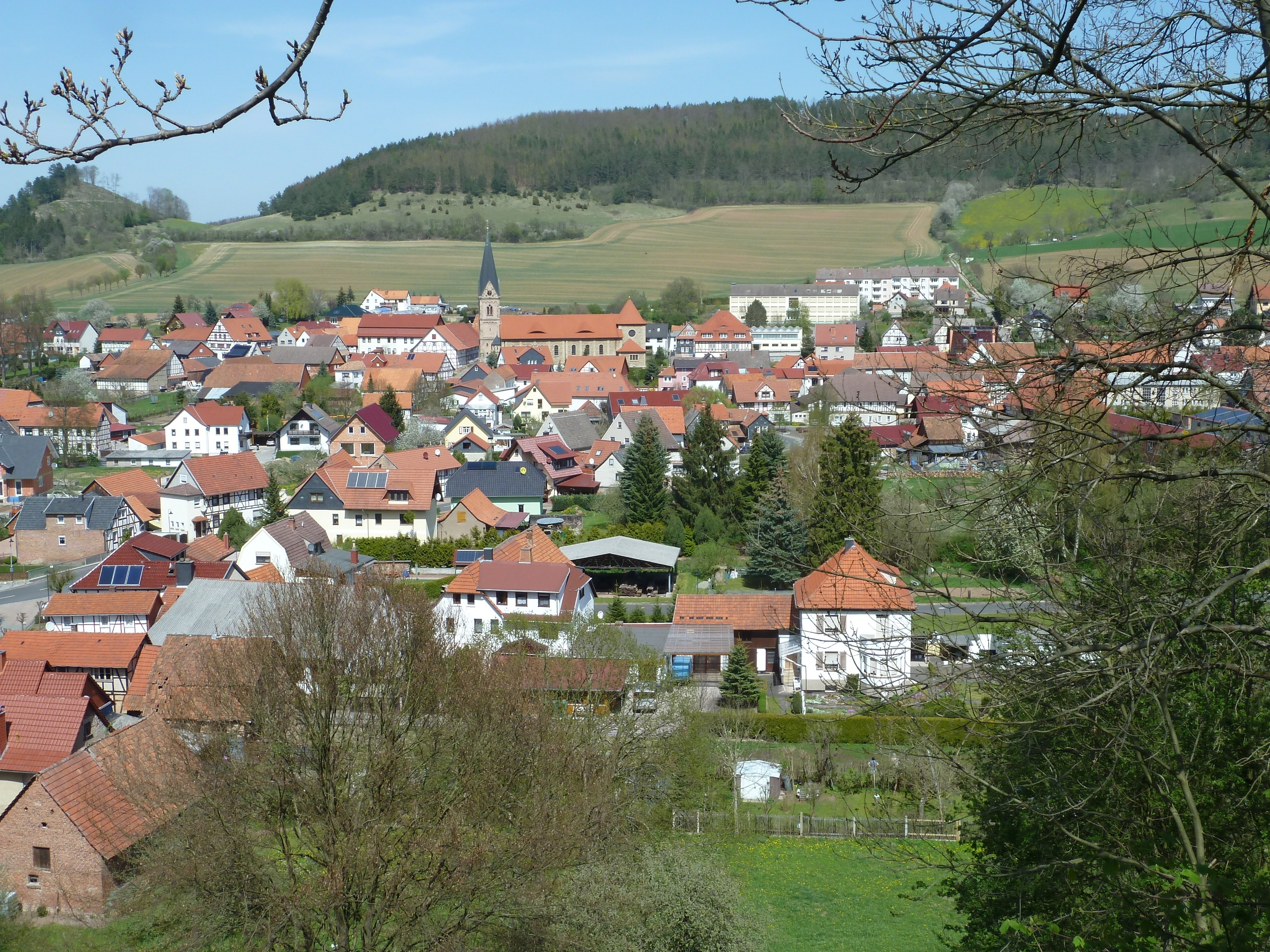
یکی از شهر های المان

گایسمار (به آلمانی: Geismar) یک شهر در آلمان است که در آیشسفلد واقع شده‌است. گایسمار ۱٬۲۴۶ نفر جمعیت دارد.